# NGC 6388
NGC 6388 é um aglomerado globular na direção da constelação de Scorpius. O objeto foi descoberto pelo astrônomo James Dunlop em 1826, usando um telescópio refletor com abertura de 9 polegadas. Devido a sua moderada magnitude aparente (+6,8), é visível apenas com telescópios amadores ou com equipamentos superiores. 